# Nops meridionalis
Nops meridionalis là một loài nhện trong họ Caponiidae.
Loài này thuộc chi Nops. Nops meridionalis được Eugen von Keyserling miêu tả năm 1891.